# Patriot (serial telewizyjny)
Patriot – amerykański serial telewizyjny (komediodramat, thriller) wyprodukowany przez Amazon Studios, Picrow oraz Reunion Pictures, którego twórcą jest Steve Conrad. Pilotowy odcinek został udostępniony 5 listopada 2015 roku, na stronie internetowej platformy Amazon Studios, natomiast pozostałe 9 odcinków pierwszej serii zostało udostępnionych 24 lutego 2017 roku.
18 kwietnia 2017 roku, Amazon ogłosiła zamówienie drugiego sezonu.
Pod koniec lipca 2019 roku platforma Amazon poinformowała o zakończenie produkcji serialu po dwóch sezonach.

## Fabuła
Serial skupia się na Johnie Tavnerze, oficerze wywiadu, którego zadaniem jest nie dopuścić Iranu do pozyskania broni jądrowej.  W tym celu zatrudnia się w firmie produkującej rury dla przemysłu naftowego, która ma dostać ogromny kontrakt w Iranie.

## Obsada
- Michael Dorman jako John Tavner[5]
- Terry O’Quinn jako Tom Tavnersada[6]
- Kurtwood Smith jako Leslie Claret[5]
- Michael Chernus jako Edward Tavner
- Kathleen Munroe jako Alice Tavner[5]
- Aliette Opheim jako detektywAgathe Albans
- Chris Conrad jako Dennis McClaren
- Julian Richings jako Peter Icabod
- Gil Bellows jako Lawrence Lacroix
- Marcus Toji jako Stephen Tchoo
- Tony Fitzpatrick jako Jack Birdbath
- Sylvie Sadarnac jako detektyw Lucie Prum-Waltzing
- Charlotte Arnold jako Ally O'Dhonaill
- Sadieh Rifai jako Mahtma El-Mashad
- Hana Mae Lee jako Numi
- Zoe Schwartz jako Sophie
- Kane Mahon jako Mikham Candahar
- Antoine McKay jako Gregory Gordon
- Azhar Usman jako Kkyman Candahar
- Sabina Zeynalova jako Sandrine Gernsback
- Matthew Lunt jako detektyw Emile Mills
- Norm Sousa jako Edgar Barros
- Jaclyn Hennell jako Lori

## Odcinki
| Sezon | Sezon | Odcinki | Oryginalna emisja Amazon Studios | Oryginalna emisja Amazon Studios | Oryginalna emisja | Oryginalna emisja | Oryginalna emisja |
| Sezon | Sezon | Odcinki | Premiera sezonu                  | Finał sezonu                     | Premiera sezonu   | Finał sezonu      |                   |
| ----- | ----- | ------- | -------------------------------- | -------------------------------- | ----------------- | ----------------- | ----------------- |
|       | 1     | 10      | 3 listopada 2015                 | 27 lutego 2017                   | nieemitowany      | nieemitowany      |                   |
|       | 2     | 8       | 3 listopada 2018                 | 3 listopada 2018                 |                   |                   |                   |

### Sezon 1 (2015-2017)
| Nr | #  | Tytuł                           | Reżyseria    | Scenariusz                               | Premiera Amazon Studios | Premiera     |
| -- | -- | ------------------------------- | ------------ | ---------------------------------------- | ----------------------- | ------------ |
| 1  | 1  | Milwaukee, America (Pilot)      | Steve Conrad | Steve Conrad                             | 5 listopada 2015        | nieemitowany |
| 2  | 2  | C-19                            | Steve Conrad | Steve Conrad, Darby Kealey               | 24 lutego 2017          | nieemitowany |
| 3  | 3  | McMillan Man                    | Steve Conrad | Steve Conrad, Darby Kealey               | 24 lutego 2017          | nieemitowany |
| 4  | 4  | John’s To-Do List 5/18/12       | Steve Conrad | Darby Kealey, Bruce Terris               | 24 lutego 2017          | nieemitowany |
| 5  | 5  | Un Monsieur Triste En Costume   | Ted Griffin  | Steve Conrad, Darby Kealey               | 24 lutego 2017          | nieemitowany |
| 6  | 6  | The Structural Dynamics of Flow | Tucker Gates | Jill E. Blotevogel, Darby Kealey         | 24 lutego 2017          | nieemitowany |
| 7  | 7  | Hello, is Charlie There?        | Michael Trim | Darby Kealey                             | 24 lutego 2017          | nieemitowany |
| 8  | 8  | L'Affaire Contre John Lakeman   | Jim Whitaker | Darby Kealey, Zak Schwartz               | 24 lutego 2017          | nieemitowany |
| 9  | 9  | Dick Cheney                     | Steve Conrad | Steve Conrad, Darby Kealey, Bruce Terris | 24 lutego 2017          | nieemitowany |
| 10 | 10 | Dead Serious Rick               | Steve Conrad | Steve Conrad, Darby Kealey, Bruce Terris | 24 lutego 2017          | nieemitowany |

### Sezon 2 (2018)
| Nr | # | Tytuł                         | Reżyseria    | Scenariusz   | Premiera Amazon Studios | Premiera     |
| -- | - | ----------------------------- | ------------ | ------------ | ----------------------- | ------------ |
| 11 | 1 | American Dimes                | Steve Conrad | Steve Conrad | 9 listopada 2018        | nieemitowany |
| 12 | 2 | The Vantasner Danger Meridian | Steve Conrad | Steve Conrad | 9 listopada 2018        | nieemitowany |
| 13 | 3 | The Guns of Paris             | Steve Conrad | Steve Conrad | 9 listopada 2018        | nieemitowany |
| 14 | 4 | The Sword and the Hand        | Steve Conrad | Steve Conrad | 9 listopada 2018        | nieemitowany |
| 15 | 5 | Army of Strangers             | Steve Conrad | Steve Conrad | 9 listopada 2018        | nieemitowany |
| 16 | 6 | Fuck John Wayne               | Steve Conrad | Steve Conrad | 9 listopada 2018        | nieemitowany |
| 17 | 7 | Loaded                        | Steve Conrad | Steve Conrad | 9 listopada 2018        | nieemitowany |
| 18 | 8 | Escape From Paris             | Steve Conrad | Steve Conrad | 9 listopada 2018        | nieemitowany |

## Produkcja
W sierpniu 2015 roku Michael Dorman, Kathleen Munroe oraz Kurtwood Smith dołączyli do obsady. 19 grudnia 2015 roku, platforma internetowa Amazon zamówiła pierwszy sezon.